# Polygala paludicola
Polygala paludicola är en jungfrulinsväxtart som beskrevs av Gürke. Polygala paludicola ingår i släktet jungfrulinssläktet, och familjen jungfrulinsväxter. Inga underarter finns listade i Catalogue of Life.